# 新潟県道509号五頭公園畑江線
新潟県道509号五頭公園畑江線（にいがたけんどう509ごう ごずこうえんはたえせん）は、新潟県阿賀野市内を通る一般県道である。

## 概要

### 路線データ
- 起点：新潟県阿賀野市勝屋字大荒川山
- 終点：新潟県阿賀野市畑江（国道290号交点）

## 地理

### 通過する自治体
- 新潟県阿賀野市

### 接続する道路
- （起点：阿賀野市勝屋字大荒川山）
- 国道290号（終点：阿賀野市畑江）

### 周辺
- 五頭山
- 五頭連峰
- 五頭連峰県立自然公園
- 五頭山麓いこいの森
  - キャンプ場